# تیزاب (خواف)
تیزآب، روستایی است از توابع بخش مرکزی شهرستان خواف استان خراسان رضوی ایران.

## جمعیت
این روستا در دهستان میان‌خواف قرار داشته و بر اساس سرشماری سال ۱۳۸۵ جمعیت آن (۲۳۶خانوار) ۱٬۰۱۷نفر
بوده است.